# 2016-os jégkorong-világbajnokság
A 2016-os jégkorong-világbajnokság a 80. világbajnokság volt, amelyet a Nemzetközi Jégkorongszövetség szervezett. A világbajnokságok végeredményei alapján alakult ki a 2017-es jégkorong-világbajnokság főcsoportjának illetve divízióinak mezőnye.

## Főcsoport
A 2016-os IIHF jégkorong-világbajnokságot Oroszországban rendezték május 6. és május 22. között, két városban.
1–16. helyezettek
| - Kanada – Világbajnok - Finnország - Oroszország - Egyesült Államok - Csehország - Svédország - Németország - Dánia | - Szlovákia - Norvégia - Svájc - Fehéroroszország - Lettország - Franciaország - Magyarország – Kiesett a divízió I A csoportjába - Kazahsztán – Kiesett a divízió I A csoportjába |

## Divízió I
A divízió I-es jégkorong-világbajnokság A csoportját Katowiceben, Lengyelországban április 23. és 29. között, a B csoportját Zágrábban, Horvátországban rendezték április 17. és 23. között.
| 17–22. helyezettek A csoport - Szlovénia – Feljutott a főcsoportba - Olaszország – Feljutott a főcsoportba - Lengyelország - Ausztria - Dél-Korea - Japán – Kiesett a divízió I B csoportjába | 23–28. helyezettek B csoport - Ukrajna – Feljutott a divízió I A csoportjába - Nagy-Britannia - Litvánia - Horvátország - Észtország - Románia – Kiesett a divízió II A csoportjába |

## Divízió II
A divízió II-es világbajnokság A csoportját Jacában, Spanyolországban, a B csoportját Mexikóvárosban, a Mexikóban rendezték április 9. és 15. között.
| 29–34. helyezettek A csoport - Hollandia – Feljutott a divízió I B csoportjába - Spanyolország - Belgium - Szerbia - Izland - Kína – Kiesett a divízió II B csoportjába | 35–40. helyezettek B csoport - Ausztrália – Feljutott a divízió II A csoportjába - Mexikó - Izrael - Új-Zéland - Észak-Korea - Bulgária – Kiesett a divízió III-ba |

## Divízió III
A divízió III-as jégkorong-világbajnokságot Isztambulban, Törökországban rendezték március 31. és április 6. között. Az Egyesült Arab Emírségek visszalépett.
41–45. helyezettek
- Törökország – Feljutott a divízió II B csoportjába
- Grúzia
- Dél-afrikai Köztársaság
- Luxemburg
- Hongkong
- Bosznia-Hercegovina